# Stefan IV
Stefan IV lub Stefan V (ur. w Rzymie, zm. 24 stycznia 817 tamże) – 97. papież w okresie od 22 czerwca 816 do 24 stycznia 817.

## Życiorys
Był rzymianinem ze szlacheckiego rodu osiadłego w czwartym regionie miasta (Regio IV) w okolicach Alta Semita lub Via Sacra, z którego pochodzili także późniejsi papieże Sergiusz II i Hadrian II. Późniejsza tradycja identyfikowała jako członka rodu Colonnów, ale podanie to należy odrzucić, gdyż ród Colonna dopiero na przełomie XI i XII wieku wyodrębnił się z latyńskiego rodu hrabiów Tuskulum, który przed X stuleciem nie należał do grona rzymskiej arystokracji miejskiej. Od najmłodszych lat wychowywał się na Lateranie; święcenia diakonatu otrzymał od papieża Leona III.
Po objęciu Stolicy Piotrowej odbył podróż do Reims, gdzie w dniu 18 października 816 koronował Ludwika I Pobożnego na cesarza (pomimo że był on już cesarzem od 813 roku) i jego żonę Innengardę. Koronacja cesarza przez papieża stała się tradycją przestrzeganą przez wszystkich cesarzy rzymskich pochodzenia frankońskiego.
Na spotkaniu z cesarzem papież odnowił przymierze z czasów Karola Wielkiego i otrzymał zapewnienie co do granic Państwa Kościelnego.
Zmarł 24 stycznia 817 w Rzymie i został pochowany w bazylice św. Piotra.